# Simone Borelli
Simone Borelli (zm. ok. 1184) – włoski benedyktyn, kardynał.
Opat klasztoru w Subiaco od 1149 roku. Papież Hadrian IV mianował go najpierw rektorem (gubernatorem) Kampanii (ok. 1155), a następnie kardynałem-diakonem S. Maria in Domnica (1157). Uczestniczył w papieskiej elekcji 1159 i poparł wybór antypapieża Wiktora IV, przystępując do jego obediencji, jednak bardzo szybko (być może jeszcze w 1159) pojednał się z prawowitym papieżem Aleksandrem III. W tym samym czasie utracił stanowisko opata Subiaco, które odzyskał dopiero w 1167. Ostatnia wzmianka o nim pochodzi z listopada 1183, jego następca został wybrany w 1184 roku.